# Olaya Argüeso
Olaya Argüeso Pérez (* 1975 in Avilés) ist eine spanische Journalistin und ehemalige Chefredakteurin des Recherchenetzwerkes Correctiv.

## Karriere
Argüeso begann ihre journalistische Laufbahn als Wirtschafts- und Finanzjournalistin beim größten spanischen Radiosender Cadena SER. 2016 absolvierte sie das Lede Program an der Columbia University in New York und koordinierte anschließend an der Universidad Rey Juan Carlos in Madrid das erste Masterprogramm für investigative Berichterstattung, Datenjournalismus und Visualisierung in Spanien. Ab 2017 schrieb sie für Zeitungen wie El Confidencial, El País und Eldiario.es. 2018 wechselte Argüeso zum Recherchenetzwerk Correctiv, wo sie an Recherchen zu den CumEx-Files und Grand Theft Europe mitarbeitete. Am 1. November 2019 wurde sie zusammen mit Justus von Daniels zur Chefredakteurin von Correctiv ernannt. Im September 2024 verließ Argüeso ihre Position bei Correctiv.

## Auszeichnungen
2021 wurde Argüeso zusammen mit ihrem Co-Chefredakteur Justus von Daniels vom Medium Magazin zur „Chefredaktion des Jahres national“ gewählt.

## Schriften (Auswahl)
- Construcción, rehabilitación y eficiencia energética: modelo de negocio y oportunidades de empleo, Madrid 2011.